# Ia
Ia is een geslacht van vleermuizen uit Zuidoost-Azië. Het geslacht is nauw verwant aan bepaalde dwergvleermuizen (Pipistrellus). Het omvat twee soorten: Ia lanna uit het Mioceen van Thailand en de levende Ia io (Engels: Great Evening Bat), die voorkomt van Noordoost-India tot Zuid-China en Vietnam. Twee andere "soorten", Ia longimana en Parascotomanes beaulieui, bleken later gewoon I. io te zijn. Overigens is Ia waarschijnlijk de kortste geslachtsnaam van alle dieren.